# 로버트 와그너
로버트 와그너(영어: Robert Wagner, 1930년 2월 10일 ~ )는 미국의 배우이다.

## 출연 작품

### 영화
- 오스틴 파워: 제로 (1997)
- 월요일이 사라졌다 (2017) - 찰스 베닝 역